# Incógnita
En matemáticas, una incógnita es un elemento constitutivo de una expresión matemática. La incógnita permite describir una propiedad verificable por algún valor desconocido, por lo general números. En el caso de una ecuación, es un valor tal que, al sustituirlo por la incógnita, se verifica la igualdad; en este caso se le llama solución. La incógnita también es utilizada en otros casos, como por ejemplo una inecuación. Un problema puede tener una o varias incógnitas, pero cada una se expresa bajo la forma de un solo y único símbolo. Casos simples de uso son la regla de tres y el cálculo de porcentaje. 
Históricamente, la incógnita fue utilizada en la modelización de problemas algebraicos relacionados con polinomios. Este caso particular corresponde a la llamada teoría de ecuaciones; su uso se ha expandido en particular con el progreso del análisis en donde aparecen otras funciones además de las polinómicas; la incógnita puede así designar, por ejemplo, un vector o una función. En un sentido moderno, una incógnita es una variable asociada a una función matemática cuyo valor numérico puede obtenerse por operaciones aritméticas de cálculo.
El término incógnita aparece por primera vez en el siglo XVII bajo la pluma de Fermat, pero el concepto es mucho más antiguo. El matemático griego Diofanto, en el siglo III, introduce el arithme que -si bien menos operacional- prefigura la «incógnita» moderna. El vocabulario y ciertos principios fundamentales de la resolución de ecuaciones, como el de balanceo, provienen en gran parte del matemático Al-Juarismi y de sus discípulos.

## La incógnita de los algebristas
Una incógnita posee las mismas propiedades algebraicas que los objetos matemáticos a los que representa, por lo que se puede operar con ella, por ejemplo: {\displaystyle x+x=2x}. De manera totalmente general, las operaciones aplicables a los posibles valores de la incógnita, son válidas en la manipulación de la propia incógnita. Es cuando se opera de este modo que se puede hablar verdaderamente de «incógnita» en el sentido matemático del término. Por otra parte, la incógnita puede designar simplemente un valor que se quiere determinar, una solución a un problema dado, como puede ser un número, una figura geométrica, etc.
Algunos historiadores de las matemáticas consideran que el término «incógnita», en el sentido matemático, se aplica únicamente si ésta posee un mínimo de propiedades matemáticas. Este sentido más preciso permite definir los orígenes de una rama de las matemáticas llamada álgebra. 

«El término de álgebra, en una época en que la investigación sobre la incógnita aún no es explícita, y menos el estudio de "ecuaciones", debe ser utilizado con prudencia.»

Para una ecuación escrita en la forma general: f(x)=g(x) («una igualdad entre dos expresiones matemáticas que se verifica para ciertos valores de la variable llamada incógnita»), la incógnita x es una variable. Las ecuaciones polinomiales con una incógnita se escriben como igualdades entre términos, utilizando únicamente las operaciones de adición y multiplicación. La resolución de ecuaciones polinómicas, o algebraicas, juega un papel importante en el nacimiento y posterior desarrollo del álgebra. La rama de las matemáticas que las estudia es la teoría de ecuaciones dado qué es la expresión algebraica

## Historia

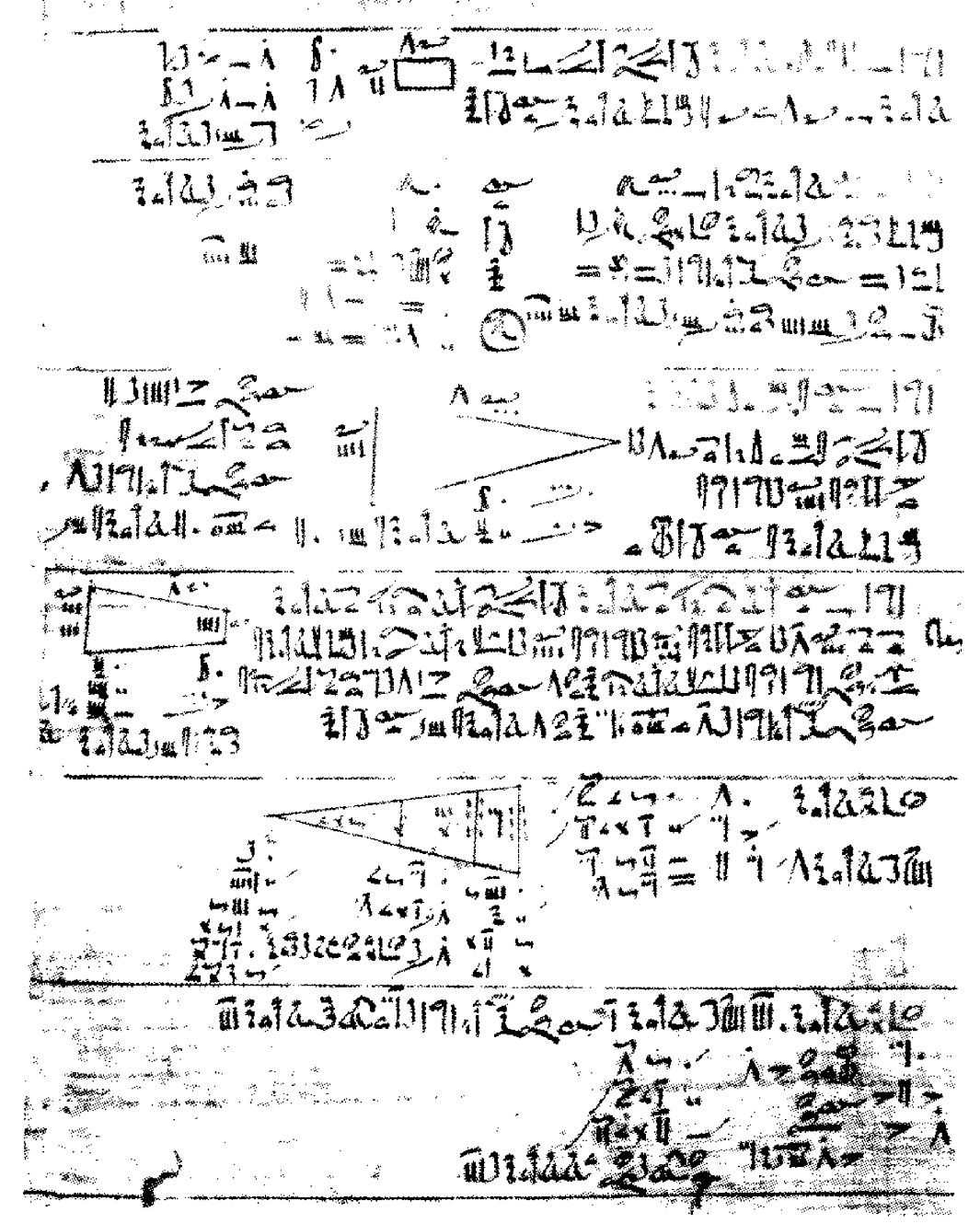
El papiro Rhind es uno de los textos matemáticos más antiguos conocidos, se encuentra el término aha que se traduce por incógnita.

Tan lejos como se remontan los textos matemáticos, se encuentra el uso de la incógnita, en el sentido de un valor que se busca y que se desconoce. Así por ejemplo, en un viejo papiro egipcio, el papiro Rhind, incógnita se denomina aha y el método de resolución es el de la regla falsa. La matemática babilónica hace uso de valores desconocidos inicialmente y que se busca establecer, y que verifican ciertas características. Las tablillas babilónicas que se conservan no son lo suficientemente explícitas para dejar saber si el método de resolución es geométrico o no, y nada hace pensar en una formalización de la incógnita.
Esta concepción de la incógnita no es considerada por los historiadores de las matemáticas como «la incógnita en el sentido matemático del término», sino que designa aquí una palabra del lenguaje corriente, corresponde al valor desconocido de la cuestión a resolver y que se vuelve conocido una vez resuelto el problema. Un formalismo matemático asociado a la definición misma de lo que se considera hoy en día como álgebra es indispensable para comprender la historia del concepto. Este tratamiento formal no se encuentra ni en las matemáticas egipcias ni babilónicas, ni tampoco en la época de Euclides con los griegos.
El método de la regla falsa o la resolución geométrica para la búsqueda del área de una superficie con un perímetro dado, son ejemplos de métodos que no utilizan la incógnita matemática, si bien revelan lo que es en principio desconocido en un problema dado.

### Los trabajos de Diofanto

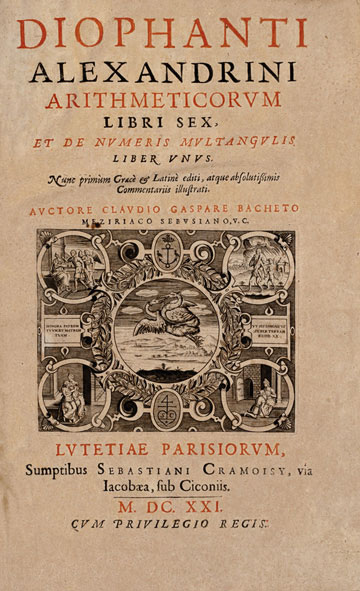
En su Arithmetica, Diofanto detalla las propiedades del arithme, el ancestro de la incógnita tal y como ha sido formalizada.

Los historiadores ubican el origen del concepto de incógnita, en el sentido matemático del término, dentro de la obra de Diofanto (siglo III), más de 2000 años después de la redacción del papiro de Rhind. Su incógnita se llama arithme, y la simboliza con la letra S. 

«El número que posee una cantidad indeterminada de unidades se llama el arithme, y su marca distintiva es S.»

 Diofanto elabora un ancestro de lenguaje simbólico, así Sιβ significa 12*x, pues ι simboliza 10, β 2 y S la incógnita (en notación moderna: x). No es tanto la existencia de un lenguaje pre-simbólico lo que hace que se le atribuya a Diofanto el descubrimiento de la incógnita en sentido matemático, sino más bien las propiedades que le otorga.
En la introducción de su libro intitulado Arithmetica, Diofanto precisa las reglas algebraicas, es decir que indica como adicionar, sustraer, multiplicar y dividir expresiones que contienen su arithme: 

«Así, por el arithme, diremos el inverso del arithme, para su potencia, diremos el inverso del cuadrado.»

Son las letras que aarithme multiplicado por el bicuadrado del arithme es igual al cubo del arithme.»
```
Lo que significa en lenguaje moderno que 
1/x
 multiplicado por 
x
4
 es igual a 
x
3
.
```

El principio de balanceo, es decir el hecho de poder agregar o quitar de ambos lados de una igualdad una misma expresión es desarrollado: 

«Es de utilidad que aquél que aborde este tratado sea diestro en la adición, sustracción y multiplicación de especies, en la manera de agregar especies positivas y negativas con coeficientes diferentes a otras especies que son ellas mismas positivas, o negativas y positivas; y en fin, en la manera de quitar especies positivas y otras negativas, de otras especies ya sean positivas, o positivas y negativas. Luego, si resulta de un problema que ciertas expresiones son iguales a expresiones idénticas, pero con coeficientes diferentes, habrá que quitar de un lado y de otro las [especies] iguales de iguales, hasta obtener una sola especie igual a una sola especie.»

Estos principios son los primeros que enseñan el manejo de la incógnita, definida en sentido matemático. L. Radfort lo expresa del siguiente modo: 

«Esta resolución nos permite ver que con Diofanto estamos en presencia de un cambio conceptual en la manera de abordar ciertos problemas matemáticos. Una cantidad desconocida es puesta en escena y esta cantidad, el arithme, va a ser tomada en cuenta en los cálculos: se va a operar con ella.»

### El aporte de la civilización islámica

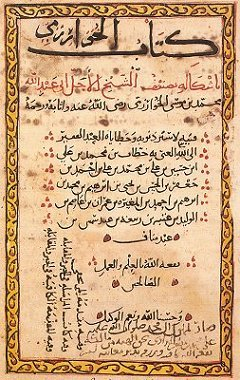
Primera página del Compendio de cálculo por compleción y comparación.

La matemática en el islam medieval se ocupa activamente de la resolución de ecuaciones algebraicas. Herederos a la vez de las matemáticas indias y griegas, los matemáticos árabes no tienen las mismas reticencias que los helenos para con los irracionales. Los matemáticos indios trabajaban desde hacía tiempo con la raíz cuadrada y ecuaciones de segundo grado con soluciones no racionales. Desde el siglo VIII los Elementos de Euclides se tradujeron al árabe así como los trabajos del matemático indio Brahmagupta.
En esta época, Al-Juarismi retoma en el libro II de los Elementos de Euclides la parte que trata sobre problemas de segundo grado, modificándola profundamente. El formalismo no es ya geométrico ni el de una pregunta o una lista de preguntas a responder, a la manera de los babilonios o de Diofanto, sino la resolución de una ecuación expresada directamente con una incógnita. Su libro Compendio de cálculo por compleción y comparación comporta un título que describe el método de balanceo mencionado: en una ecuación, se puede agregar el mismo término en ambos lados de la igualdad, principio llamado al-jabr; o quitarle, lo que él llama al-muqābala. Este libro trata todas las ecuaciones de grado dos, es considerado por esto: «el nacimiento de una teoría de las ecuaciones cuadráticas, en el conjunto de los números positivos (casi siempre racionales)».
Con respecto al libro de Diofanto, hay algunos retrocesos, así como algunos avances. El verdadero progreso reside en el hecho de que el alcance de la incógnita ya no se limita a los números racionales, aun si los coeficientes de la ecuación son casi siempre racionales. En revancha, Al-Juarismi no desarrolla casi ningún lenguaje simbólico; su aporte esencial consiste en simbolizar la incógnita con una letra y en introducir una notación posicional de los números indios. Esta falta no impide la definición de un concepto riguroso, pero vuelve más complejo el manejo de la incógnita. Además, la incógnita (que Al-Juarismi llama shay'  y que significa la cosa que se busca) no se diferencia de la noción de solución, el valor oculto que se busca (que él llama gizr, lo que se traduce como raíz).
Sus lagunas son poco a poco llenadas por sus sucesores. Abu Kamil, su discípulo, generaliza el estudio de ecuaciones a aquellas con coeficientes racionales. Al-Karaji desarrolla una aritmética de la incógnita, que prefigura nuestra álgebra de polinomios. Su obra es continuada y desarrollada por Al-Samaw'al, quien introduce una notación de polinomios como tablas de sus coeficientes, mucho más operacional que la de sus predecesores. La escritura simbólica se desarrolla, Al-Karaji utiliza símbolos para describir las potencias de la incógnita, el símbolo > puesto sobre un número significa la raíz cuadrada y un signo parecido a la J designa el signo igual.
El aporte de la civilización árabe no ahonda demasiado sobre la formalización de la incógnita (Diofanto disponía ya de un concepto bastante operacional), pero sí sobre su dominio de aplicación, que se convertirá en lo que históricamente se denomina la teoría de ecuaciones, y sobre todo logra establecer un medio sintáctico más rico, con una notación decimal y una mayor riqueza de símbolos, permitiendo un manejo más simple de la incógnita. La escritura del álgebra en texto fue sin embargo predominante.

### Asimilación europea
Europa descubre los trabajos de los matemáticos árabes mucho antes que los de Diofanto. En el siglo XII el texto de Al-Juarismi es traducido al latín por Robert de Chester y después por Gerardo de Cremona. Algunas palabras de nuestro vocabulario conexas a la noción de incógnita provienen del árabe. El término álgebra es una traducción de al-jabr de Al-Juarismi, la palabra raíz es una traducción de gizr' del mismo autor.
Si el concepto de incógnita, para una ecuación algebraica, es formalizado esencialmente de la misma manera en Europa que con los árabes, el desarrollo de un lenguaje simbólico más rico y conciso, por Viète, Fermat y Descartes, le dio un poder operacional más vasto y permitió extender la teoría de ecuaciones.